# De A-Zielzoeker
De A-zielzoeker is het 13de album in de stripreeks van W817. Het scenario is geschreven door Hec Leemans en het album is getekend door Luc Van Asten en Wim Swerts. De strip werd in 2007 uitgegeven door Standaard Uitgeverij.

## Het verhaal
Akke zit (alweer: zie: Op vrijersvoeten) in een depressie en besluit op pelgrimstocht naar Santiago de Compostella te gaan in Spanje. Wanneer hij niets meer van zich laat weten besluiten ze Akke achterna te gaan om zeker te weten dat hij nog in orde is. Al vlug belanden ze in een totaal onverwacht avontuur

## Hoofdpersonages
- Jasmijn De Ridder
- Akke Impens
- Zoë Zonderland
- Carlo Stadeus
- Birgit Baukens
- Tom Derijcke
- Steve Mertens

## Gastpersonages
- Igor
- Broeder Brouwer
- Vader abt

## Trivia
- Het busje van Balthazar Boma komt opnieuw tevoorschijn in deze strip zoals in album De prinses van Zonderland.